# Heimdallargaldr

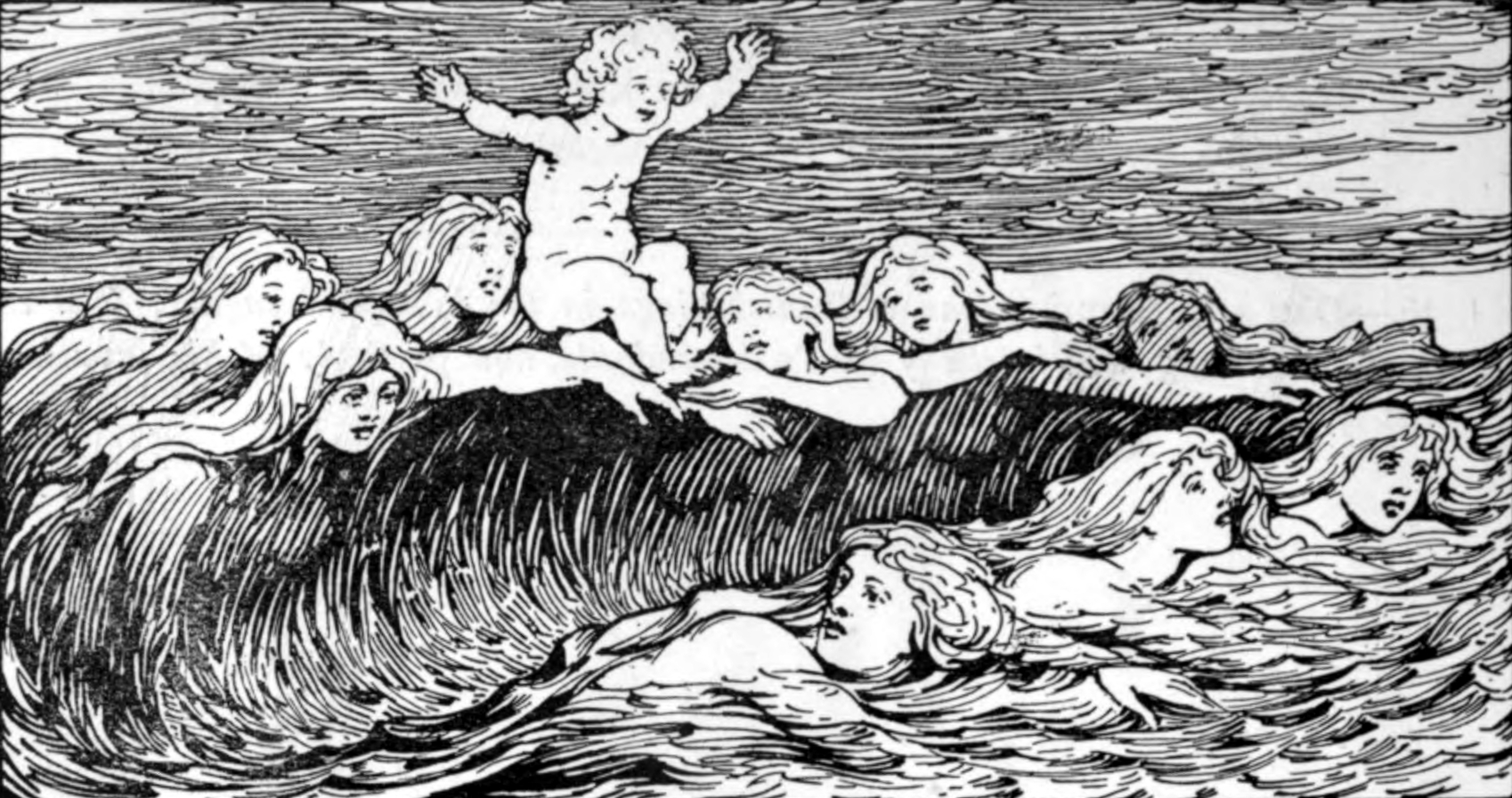
Heimdallr et ses neuf mères (1908) par W. G. Collingwood, où les neuf mère d'Heimdallr sont peintes comme des vagues

Heimdallargaldr, aussi écrit Heimdalargaldr (vieux norrois « galdr d'Heimdallr »), est un poème en vieux norrois sur le dieu Heimdallr de la mythologie nordique. Le poème est mentionné dans deux livres de l'Edda de Snorri datant du XIIIe siècle (Gylfaginning et Skáldskaparmál) mais à part un fragment unique, deux lignes qui apparaissent dans le Gylfaginning, le poème est considéré comme perdu. Dans le fragment survivant, Heimdallr commente qu'il est le fils de neuf sœurs (les neuf mères de Heimdallr).